# MAN A10
De MAN A10 is een busserie, geproduceerd door de Duitse busfabrikant MAN van 1992 tot 2001. De MAN A10 was ontworpen aan de hand van zijn voorganger MAN NL 202. In 1992 kreeg de NL 202 een aantal aanpassingen en werd vanaf toen MAN NL 202 (2) genoemd. Later werd deze naam gewijzigd in MAN A10 vanwege de chassis. Door de introductie van de Euro 2 motoren kwamen ook nieuwe typeaanduidingen NL 222, NL 262 en NL 312 en waren genoemd aan de hand van de vermogen van de motor.
Voor de bussen die aangedreven werden op cng kwam een andere type aanduiding, namelijk NL 232 CNG

## Inzet
De bussen werden ingezet in verschillende landen. De meeste exemplaren kwamen voor in Duitsland, maar daar naast zijn er verschillende exemplaren geëxporteerd naar o.a. Australië, Luxemburg en België.
| Bedrijf               | Type       | Serie       | Aantal    | Inzet                     | Opmerking |
| Australië             | Australië  | Australië   | Australië | Australië                 | Australië |
| --------------------- | ---------- | ----------- | --------- | ------------------------- | --- |
| Torrens Transit       | NL 202     | 1331-1338   | 8         | Zuid-Australië            | |
| Torrens Transit       | NL 202     | 1735-1740   | 6         | Zuid-Australië            | |
| Torrens Transit       | NL 232 CNG | 1660-1683   | 24        | Zuid-Australië            | Cng-bussen |
| Torrens Transit       | NL 232 CNG | 17555-1787  | 33        | Zuid-Australië            | Cng-bussen |
| België                |            |             |           |                           | |
| TEC                   | NL 262     | 5.223-5.225 | 3         | Luik                      | Tweedehands bussen Na buiten dienst stelling deden ze dienst als rijschoolbust 5.224 werd in 2011 afgevoerd. 5.225 droeg kort nummer 5.222, maar omdat die nummer was gereserveerd voor een hybride bus, werd deze bus hernummerd. |
| Duitsland             |            |             |           |                           | |
| BoGeStra              | NL 202     | 9301-9316   | 16        | Metropoolgebied Rijn-Ruhr | |
| BoGeStra              | NL 202     | 9401-9416   | 16        | Metropoolgebied Rijn-Ruhr | |
| BSAG                  | NL 202     | 4321-4336   | 16        | Bremen                    | |
| DSW                   | NL 202     | 1012-1043   | 32        | Dortmund                  | |
| EVAG                  | NL 202     | 3101-3117   | 17        | Metropoolgebied Rijn-Ruhr | |
| EVAG                  | NL 222     | 3121-3140   | 20        | Metropoolgebied Rijn-Ruhr | |
| Hamburger Hochbahn AG | NL 202     | 1004-1006   | 3         | Hamburg                   | |
| HCR                   | NL 222     | 10-11       | 2         | Metropoolgebied Rijn-Ruhr | |
| HCR                   | NL 202     | 62-63       | 2         | Metropoolgebied Rijn-Ruhr | |
| HCR                   | NL 202     | 80-83       | 4         | Metropoolgebied Rijn-Ruhr | |
| HCR                   | NL 202     | 85          | 1         | Metropoolgebied Rijn-Ruhr | |
| HCR                   | NL 222     | 86          | 1         | Metropoolgebied Rijn-Ruhr | |
| HCR                   | NL 202     | 87          | 1         | Metropoolgebied Rijn-Ruhr | |
| Stadtwerke Münster    | NL 222     | 9500-9508   | 9         | Münster                   | |
| STOAG                 | NL 202     | 467-491     | 25        | Oberhausen                | |
| SWT                   | ??         | 74-82, ??   | >9        | Trier                     | |
| Vestischer-Bus        | NL 202     | 2008-2020   | 13        | Metropoolgebied Rijn-Ruhr | |
| Vestischer-Bus        | NL 222     | 2717-2720   | 4         | Metropoolgebied Rijn-Ruhr | 2717 is buiten dienst na brandschade |
| Italië                |            |             |           |                           | |
| Start Romagna         | NL 222     | 20915-20922 | 8         | Forlì-Cesena              | |
| Luxemburg             |            |             |           |                           | |
| AVL                   | NL 202     | 176-182     | 7         | Luxemburg                 | Buiten dienst |
| Sales-Lentz           | NL 262     | B 0656      | 1         | Streekvervoer             | Buiten dienst |